# 中洛锡安
中洛锡安郡（英語：Midlothian），是英国苏格兰的32个一级行政区之一。毗邻首府爱丁堡，人口及面积等都算较小的区域。面积354km²，人口84,700（2013年）。行政中心在小镇達爾基斯（Dalkeith）。中洛錫安與愛丁堡、東洛錫安以及蘇格蘭邊區相鄰。
历史上这个地区曾正式是爱丁堡和爱丁堡郡的管辖范围。如今有不少爱丁堡市内的事物仍然使用中洛锡安郡的名称，比如苏格兰足球超级联赛的哈茨足球队的全名就是“中洛锡安之心”，但是其主场已完全不在该地区范围内。